# Pseudorabdion montanum
Espèce
Statut de conservation UICN

 EN B1ab(iii)+2ab(iii) : En danger
Pseudorabdion montanum  est une espèce de serpents de la famille des Colubridae.

## Répartition
Cette espèce est endémique de Negros aux Philippines. Elle se rencontre entre 500 et 1 600 m d'altitude.

## Étymologie
Le nom spécifique montanum vient du latin montanus, se rapportant aux montagnes, en référence à la répartition de ce serpent.

## Publication originale
- Leviton & Brown, 1959 : A review of the snakes of the genus Pseudorabdion with remarks on the status of the genera Agryophis and Typhlogeophis (Serpentes: Colubridae). Proceedings of the California Academy of Sciences, vol. 29, no 14, p. 475-508 (texte intégral).